# Xã Harrison, Quận Dearborn, Indiana
Xã Harrison (tiếng Anh: Harrison Township) là một xã thuộc quận Dearborn, tiểu bang Indiana, Hoa Kỳ. Năm 2010, dân số của xã này là 3.204 người.